# ポーリー (インド)
ポーリー (ヒンディー語: पौड़ी, ヒンディー語発音: [pɔːɽiː], 英語: Pauri) は、インドのウッタラーカンド州ポーリー・ガルワール県の都市。シュリーナガルの南約9kmの標高1,765mの場所に位置しており、インドのヒルステーションの一つとなっている。人口は25,440人・識字率は92.18%（2011年）。ガルワーリー語が日常で使用されている。